# Julián Orrego
Julián Orrego (n. Villavicencio, Colombia; 17 de febrero de 1981) es un cantante, actor y arquitecto colombiano, conocido por interpretar al personaje de "El Corresponsal" en los comerciales de Davivienda durante los mundiales Sudáfrica 2010 y Brasil 2014.

## Trayectoria
Fue el último de los 176 en presentar el casting para el personaje del "corresponsal", un reportero que apareció en los comerciales televisivos de Davivienda durante el Mundial de 2010, en una campaña que incluyó 25 comerciales de televisión y presencia en redes sociales.
Fue vocalista de la banda bogotana El Sie7e. Después de la separación de la banda, Julián formó junto a Sergio Suzarte (exguitarrista de El Sie7e), Camilo Torres y Marco Rodríguez "Mayeyo" la banda Rocka. //https://www.instagram.com/rocka_oficial/?hl=es// //https://boomrockmusic.com/bandas/rocka///
Ha participado en series y telenovelas como Cumbia Ninja (como Emilio), NP& (como Larry Quintero), La Teacher de Inglés (como Nando), El Secretario (como Manosalva), Los Canarios (como Ancelmo), y Las rutas de la coca (como Garzón Piloto). También ha aparecido en películas como Pa ¡Por mis hijos lo que sea! y Mi gente linda, mi gente bella.